# Florian Demange
Pour les articles homonymes, voir Demange.
Florian Demange, né le 25 avril 1875 à Saulxures (Bas-Rhin) et mort le 9 février 1938 à Taegu en Corée, est un prélat et missionnaire catholique, membre des missions étrangères de Paris, archidiocèse de Taegu ou vicaire apostolique de Taegu de 1911 à 1938.
Au côté de Gustave Mutel, il est un membre important de l'Église de Corée.

## Jeunesse, vocation et formation
Florian Jean Baptiste Demange naît le 25 avril 1875 dans le village de Saulxures en Alsace aux confins des Vosges. Il fréquente l'école des Frères de Saint-Louis-d'Antin. Très bon dans les études, il est souvent puni pour sa conduite. Retenu avec les punis le week-end à l'école, il assiste à la cérémonie de départ des nouveaux missionnaires à la chapelle du Séminaire des Missions Étrangères de Paris. Cette cérémonie est à l'origine de sa vocation.
En 1893, il entre au Petit séminaire de Saint-Nicolas du Chardonnet, puis achève sa formation en philosophie au Grand Séminaire Saint-Sulpice à Issy-les-Moulineaux en 1895. Il fait sa théologie au séminaire des Missions étrangères de Paris et entame dans le même temps une formation d'infirmier. Ordonné prêtre le 26 juin 1898, il est envoyé en mission en Corée.
Florian Demange revient régulièrement dans les Vosges (département) voir sa famille. Alors qu'il est séminariste, Florian Demange revient en vacances chez son oncle à la paroisse de La Bourgonce. La famille, après avoir habité à Paris, s'installe à Sainte-Marguerite (Vosges) où Forian Demange célèbre sa première messe. La famille s'installe ensuite en 1905 à Saint-Dié-des-Vosges sur la paroisse de l'Église Saint-Martin de Saint-Dié-des-Vosges.

## Missionnaire en Corée
Son premier poste de missionnaire catholique en Corée fut Fousan et le second Yongsan. Maîtrisant l'anglais, il profite de ses deux affectations pour apprendre le coréen et le japonais. 
En 1899, il est prêtre à Pusan où il agrandit la chapelle. Ayant des problèmes de santé liés à la nourriture, Gustave Mutel le nomme professeur de latin et de théologie, puis s'occupe de la gestion du Grand Séminaire de Yongsan. En 1906, l'évêque le nomme rédacteur en chef du journal catholique le Kyung-hyang Shin-mun jusqu'en 1911. À la suite du Traité d'annexion de la Corée par le Japon, les nouvelles autorités mettent fin à cette première expérience de presse libre. Néanmoins, le supplément religieux destiné aux catholiques coréens continue de paraître.

## Évêque de Taegu
En 1911, la Corée est divisée en deux vicariats apostoliques ; le Père Demange est nommé vicaire apostolique de celui du Sud, l'évêché de Taegu le 8 avril 1911. Il prend pour devise épiscopale « Confide et labora » (Confie-toi et travaille) et consacre son vicariat, le 13 octobre 1918, à Notre-Dame de Lourdes à qui il avait promis, en 1911, de fonder une grotte de Massabielle ou de Lourdes si jamais se réalisent la construction de l'évêché, du séminaire et l'agrandissement de la cathédrale. 
Il fonde le Grand Séminaire Justin de Naplouse de Taegu (1913) dont sortiront quarante-trois prêtres pendant son vicariat. En 1915, il fait construire un couvent pour les Sœurs de Saint-Paul de Chartres qui s'occupent d'un orphelinat et d'un dispensaire. Il agrandit la cathédrale de Taegu (1919) fondée par Achille Robert (1853-1922). 
En 1925, il se rend à Rome pour la béatification des 79 Martyrs de Corée entre 1835 et 1846 par le pape Pie XI. Ils seront plus tard canonisés avec 24 autres en 1984 par le pape Jean-Paul II à Séoul. 
Ayant le souci de former les catéchumènes coréens, il forme une école de catéchistes et rédige un catéchisme national (1931).
Il devient chevalier de l'Ordre national de la Légion d'honneur, le 31 octobre 1934 et est nommé par le pape Pie XI Assistant au trône pontifical en 1936.
Pour célébrer le centenaire de l'arrivée des missionnaires en Corée en 1836, Florian Demange fait ériger devant l’entrée de la cathédrale de Geysan une grande croix. 
En 1937, sa santé se détériore. Refusant de quitter la Corée pour guérir comme lui conseille son médecin, il reçoit du Père Jean-Germain Mousset, son successeur, les derniers sacrements. Il fait ses adieux aux prêtres de Taegu et meurt le 9 février 1938, il est enterré dans le cimetière de l'évêché.

## Postérité de Florian Demange
En octobre 2018, Luc Ravel, archevêque de Strasbourg, est invité pour le centenaire de l'édification de la grotte de Massabielle ou de Lourdes à Taegu, deuxième diocèse de Corée du Sud. Florian Demange était de plus originaire de Saulxures en Alsace et ce diocèse compte également une centaine de répliques de la grotte de Lourdes. Enfin, l'Alsace a accueilli deux prêtres missionnaires de Corée du Sud. Actuellement, en Corée du Sud, Florian Demange est considéré comme un fondateur d'Église : dans chaque église du diocèse de Taegu, un petit mémorial rappelle sa mémoire. La grotte de Lourdes fondée par Florian Demange est toujours très fréquentée. Dans le seul diocèse de Taegu, fondé par lui, on compte chaque année en moyenne quatre mille baptêmes d'adultes (contre mille en France) et cent séminaristes pour le diocèse en 2018 (une centaine en France).
Pour le centenaire de la fondation du diocèse, Thaddeus Cho Hwan-kil (en), archvêque de Daegu, a décidé en remerciement d'envoyer trois missionnaires dans l'archidiocèse de Strasbourg et le diocèse de Belfort-Montbéliard et dans d'autres parties du monde. Le voyage de Luc Ravel en octobre 2018 a permis à l'Alsace et à la France de redécouvrir l'œuvre et l'action religieuse de Florian Demange.

## Succession apostolique
Florian Demange a ordonné les évêques suivants :
- Archevêque Jean-Marie-Michel Blois, M.E.P. (1922)